# Temporada 1982-83 de los Portland Trail Blazers
La temporada 1982-83 fue la deciomotercera de los Portland Trail Blazers en la NBA. La temporada regular acabó con 46 victorias y 36 derrotas, ocupando el quinto puesto de la conferencia Oeste, clasificándose para los playoffs, en los que cayeron en semifinales de conferencia ante Los Angeles Lakers.

## Elecciones en elDraft
| Ronda | Puesto | Jugador         | Posición | Nacionalidad   | Universidad   |
| ----- | ------ | --------------- | -------- | -------------- | ------------- |
| 1     | 11     | Lafayette Lever | Base     | Estados Unidos | Arizona State |
| 2     | 33     | Linton Townes   | Alero    | Estados Unidos | James Madison |
| 3     | 37     | Audie Norris    | Pívot    | Estados Unidos | Jackson State |

## Temporada regular
| División Pacífico        | División Pacífico | División Pacífico | División Pacífico | División Pacífico | División Pacífico | División Pacífico | División Pacífico | División Pacífico |
| Equipo                   | G                 | P                 | %                 | PD                | Casa              | Fuera             | Div               |                   |
| ------------------------ | ----------------- | ----------------- | ----------------- | ----------------- | ----------------- | ----------------- | ----------------- | ----------------- |
| y-Los Angeles Lakers     | 58                | 24                | .707              | –                 | 33–8              | 25–16             | 21–9              |                   |
| x-Phoenix Suns           | 53                | 29                | .646              | 5                 | 32–9              | 21–20             | 21–9              |                   |
| x-Seattle SuperSonics    | 48                | 34                | .585              | 10                | 29–12             | 19–22             | 14–16             |                   |
| x-Portland Trail Blazers | 46                | 36                | .561              | 12                | 31–10             | 15–26             | 16–14             |                   |
| Golden State Warriors    | 30                | 52                | .366              | 28                | 21–20             | 9–32              | 11–19             |                   |
| San Diego Clippers       | 25                | 57                | .305              | 33                | 18–23             | 7–34              | 7–23              |                   |

## Playoffs

### Primera ronda
Seattle SuperSonics vs. Portland Trail Blazers 
| Fecha       | Partido                                            | Ciudad   |
| ----------- | -------------------------------------------------- | -------- |
| 20 de abril | Seattle SuperSonics 97, Portland Trail Blazers 108 | Seattle  |
| 22 de abril | Portland Trail Blazers 105, Seattle SuperSonics 96 | Portland |
|             | Portland Trail Blazers gana las series 0-2         |          |

### Semifinales de Conferencia
Los Angeles Lakers vs. Portland Trail Blazers 
| Fecha       | Partido                                            | Ciudad    |
| ----------- | -------------------------------------------------- | --------- |
| 24 de abril | Los Angeles Lakers 118, Portland Trail Blazers 97  | Inglewood |
| 26 de abril | Los Angeles Lakers 112, Portland Trail Blazers 106 | Inglewood |
| 29 de abril | Portland Trail Blazers 109, Los Angeles Lakers 115 | Portland  |
| 1 de mayo   | Portland Trail Blazers 108, Los Angeles Lakers 95  | Portland  |
| 3 de mayo   | Los Angeles Lakers 116, Portland Trail Blazers 108 | Inglewood |
|             | Los Angeles Lakers gana las series 4-1             |           |

## Estadísticas
| Rk | Jugador           | Edad | P  | PT | MP   | TC  | TCI  | %TC  | T3  | T3I | %T3  | TL  | TLI | %TL  | RO  | RD  | RT  | AS  | RB  | TAP | BP  | FP  | PTS  |
| -- | ----------------- | ---- | -- | -- | ---- | --- | ---- | ---- | --- | --- | ---- | --- | --- | ---- | --- | --- | --- | --- | --- | --- | --- | --- | ---- |
| 1  | Mychal Thompson   | 28   | 80 | 80 | 37.7 | 6.3 | 12.9 | .489 | 0.0 | 0.0 | .000 | 3.1 | 5.0 | .621 | 2.3 | 7.1 | 9.4 | 4.8 | 0.9 | 1.4 | 3.5 | 2.7 | 15.7 |
| 2  | Calvin Natt       | 26   | 80 | 80 | 36.0 | 8.1 | 14.8 | .543 | 0.0 | 0.3 | .150 | 4.2 | 5.4 | .792 | 2.7 | 4.8 | 7.5 | 2.1 | 0.8 | 0.4 | 2.5 | 2.3 | 20.4 |
| 3  | Jim Paxson        | 25   | 81 | 81 | 33.8 | 8.4 | 16.3 | .515 | 0.0 | 0.3 | .160 | 4.8 | 5.9 | .812 | 0.8 | 1.3 | 2.1 | 2.9 | 1.7 | 0.2 | 1.9 | 2.0 | 21.7 |
| 4  | Kenny Carr        | 27   | 82 | 26 | 28.4 | 4.4 | 8.7  | .505 | 0.0 | 0.1 | .333 | 3.1 | 4.5 | .697 | 2.2 | 5.0 | 7.2 | 1.4 | 0.8 | 0.5 | 2.3 | 3.7 | 12.0 |
| 5  | Darnell Valentine | 23   | 47 | 36 | 27.6 | 4.4 | 9.8  | .454 | 0.0 | 0.0 | .000 | 3.6 | 4.5 | .793 | 0.7 | 1.8 | 2.5 | 6.2 | 2.1 | 0.1 | 2.8 | 3.0 | 12.5 |
| 6  | Wayne Cooper      | 26   | 80 | 60 | 26.2 | 4.0 | 9.0  | .443 | 0.0 | 0.1 | .000 | 1.7 | 2.5 | .685 | 2.7 | 5.0 | 7.6 | 1.5 | 0.3 | 1.7 | 2.0 | 4.0 | 9.7  |
| 7  | Fat Lever         | 22   | 81 | 45 | 24.9 | 3.2 | 7.3  | .431 | 0.1 | 0.2 | .333 | 1.4 | 2.0 | .730 | 1.0 | 1.7 | 2.8 | 5.3 | 1.9 | 0.2 | 1.7 | 2.2 | 7.8  |
| 8  | Don Buse          | 32   | 41 | 1  | 15.7 | 1.8 | 4.4  | .396 | 0.2 | 0.9 | .257 | 1.0 | 1.1 | .891 | 0.5 | 0.9 | 1.3 | 2.8 | 1.1 | 0.0 | 0.6 | 1.5 | 4.7  |
| 9  | Jeff Lamp         | 23   | 59 | 1  | 11.7 | 1.8 | 4.3  | .425 | 0.0 | 0.1 | .167 | 0.7 | 0.9 | .808 | 0.4 | 0.9 | 1.3 | 1.0 | 0.3 | 0.1 | 0.6 | 1.1 | 4.4  |
| 10 | Pete Verhoeven    | 23   | 48 | 0  | 11.0 | 1.8 | 3.6  | .509 | 0.0 | 0.0 | .000 | 0.4 | 0.6 | .677 | 0.9 | 1.1 | 2.0 | 0.7 | 0.4 | 0.2 | 0.8 | 2.0 | 4.1  |
| 11 | Audie Norris      | 22   | 30 | 0  | 10.4 | 0.9 | 2.1  | .413 | 0.0 | 0.0 |      | 0.5 | 1.0 | .467 | 0.8 | 1.5 | 2.3 | 0.8 | 0.4 | 0.1 | 1.1 | 2.0 | 2.2  |
| 12 | Linton Townes     | 23   | 55 | 0  | 9.4  | 1.9 | 4.3  | .449 | 0.2 | 0.5 | .360 | 0.5 | 0.7 | .737 | 0.5 | 0.6 | 1.2 | 0.6 | 0.3 | 0.1 | 0.6 | 1.5 | 4.5  |
| 13 | Jeff Judkins      | 26   | 34 | 0  | 9.1  | 1.1 | 2.6  | .443 | 0.1 | 0.2 | .250 | 0.7 | 0.9 | .833 | 0.5 | 0.7 | 1.3 | 0.5 | 0.4 | 0.1 | 0.5 | 1.1 | 3.1  |
| 14 | Hank McDowell     | 23   | 42 | 0  | 8.9  | 1.1 | 2.3  | .464 | 0.0 | 0.0 | .000 | 0.8 | 1.0 | .767 | 0.9 | 1.2 | 2.1 | 0.5 | 0.1 | 0.2 | 0.8 | 1.4 | 2.9  |

## Galardones y récords
| Jugador    | Galardón |
| Jim Paxson | All-Star |